# Constantin-Daniel Cadariu
Constantin-Daniel Cadariu (ur. 16 grudnia 1967) – rumuński polityk, inżynier i samorządowiec, senator, w latach 2021–2023 minister przedsiębiorczości i turystyki.

## Życiorys
Z wykształcenia inżynier, ukończył studia na wydziale mechanicznym Instytutu Politechnicznego w Jassach (przekształconego później w Uniwersytet Techniczny Gheorghe Asachi). Pracował jako księgowy w prywatnym przedsiębiorstwie, w latach 2005–2008 był urzędnikiem ministerstwa spraw wewnętrznych. Zaangażował się w działalność polityczną w ramach Partii Narodowo-Liberalnej. Był radnym miejscowości Gura Humorului (2000–2004) i radnym okręgu Suczawa (2004–2007). Od 2008 do 2012 pełnił funkcję wiceprzewodniczącego rady tego okręgu. W 2016 został wybrany w skład Senatu. W wyborach w 2020 z powodzeniem ubiegał się o senacką reelekcję.
W listopadzie 2021 objął stanowisko ministra przedsiębiorczości i turystyki w utworzonym wówczas rządzie, na czele którego stanął Nicolae Ciucă. Urząd ten sprawował do czerwca 2023.